# Fritz Kolbe
Pour les articles homonymes, voir Kolbe.
Fritz Kolbe (1900-1971), fonctionnaire allemand du Ministère des Affaires étrangères allemand, fut l'une des meilleures sources de renseignement des services américains pendant la Seconde Guerre mondiale.

## Un petit fonctionnaire
Ayant beaucoup voyagé dans les représentations diplomatiques allemandes avant la guerre, Fritz est un anti-nazi et un anti-communiste convaincu. Après 1933 et l’avènement d’Hitler, il résiste aux pressions pour entrer au Parti, mais apprend à taire sa haine des nazis. Protégé par des personnes influentes qui apprécient ce travailleur infatigable, rayonnant, cultivé et sportif, il devient un rouage de l’office des Affaires étrangères (Auswärtiges Amt), le centre de la diplomatie nazie, à Berlin. Il va même plusieurs fois au cœur du quartier général hitlérien.

## Résistant de l’intérieur
D’abord simple rédacteur de tracts défaitistes, Fritz Kolbe décide de favoriser la victoire alliée par une forme de patriotisme : une défaite rapide face aux Anglo-saxons vaut mieux qu’une victoire nazie, qu’une longue guerre, que la conquête de l’Allemagne par Staline ou qu’une insurrection communiste.
En 1943 il contacte l’ambassade des États-Unis à Berne et apporte de nombreuses copies de documents diplomatiques. Son contact de l’OSS, Allen Dulles (futur directeur de la CIA) lui fait vite confiance. Fritz refuse de travailler pour une rémunération.

## Les renseignements
Fritz renseigne les alliés sur de nombreux sujets, par exemple sur la cryptographie allemande, sur ce que savent les Allemands sur celle des Alliés, sur ce que pensent les nazis de l’emplacement supposé du futur Débarquement, sur les livraisons espagnoles clandestines de tungstène, sur les espions allemands dans les pays neutres (Irlande, Suède…) dans les ambassades britanniques (source Cicéron à Ankara notamment), voire à Londres. Il révèle nombre de choses sur les relations entre l’Axe et les pays neutres courtisés par les deux camps (Suisse, Turquie…), ou sur ce qui se passe dans les pays satellites ou occupés. La perte d’influence du Reich devient flagrante.
Capitales également se révèlent les indications de Fritz sur le moral vacillant des Allemands dans la capitale, sous les bombardements. Il parle également aux américains de ce qu’il sait des mouvements de résistance internes. Fritz n’est pas directement impliqué dans ces groupes, mais les connait. Il profite également de la complicité plus ou moins consciente de plusieurs personnes pour ses transmissions de copies de documents.
Sous le nom de code de George Wood, le petit diplomate allemand fournira aux Alliés, entre 1943 et 1945, quelque mille six cents messages et informations de la plus haute importance. Par exemple les plans du quartier général de Hitler en Prusse-Orientale, des plans d’usines d’armements, la préparation d’exactions contre les juifs de Hongrie, les attaques de sous-marins prévues contre les convois maritimes alliés, etc.
Washington et Dulles lui demandent par la suite de se concentrer en priorité sur ce qu’il peut savoir de l’Extrême-Orient, fournissant une aide précieuse aux généraux américains dans la Guerre du Pacifique.
Les informations fournies par Fritz Kolbe sont le plus souvent sous-exploitées : les Alliés craignent une manœuvre d’intoxication. Les responsables anglais et américains ont du mal à croire à la véracité de ces éléments et n’en tiendront généralement pas compte.

## L’après-guerre
Réfugié en avril 1945 en Suisse auprès d'Allen Dulles, Fritz Kolbe continue quelques années à travailler pour les Américains. Il échoue à réintégrer la diplomatie allemande après la fondation de la République fédérale d’Allemagne, car nombre de ses anciens collègues lui reprochent sa trahison. Il renonce à s’installer aux États-Unis dont il n’apprécie pas la civilisation, mais finit par s’établir en Suisse comme représentant en Europe d’un fabricant américain de tronçonneuses.
Mort d'un cancer en 1971, il est d'abord enterré à Berne, mais sa tombe a ensuite été transférée à Berlin, où elle se trouve aujourd'hui.

## Dans les arts et la culture populaire

### Filmographie

#### Télévision
- 2017 : Marek Harloff le joue dans Charité.